# Пісенний конкурс Євробачення 1965

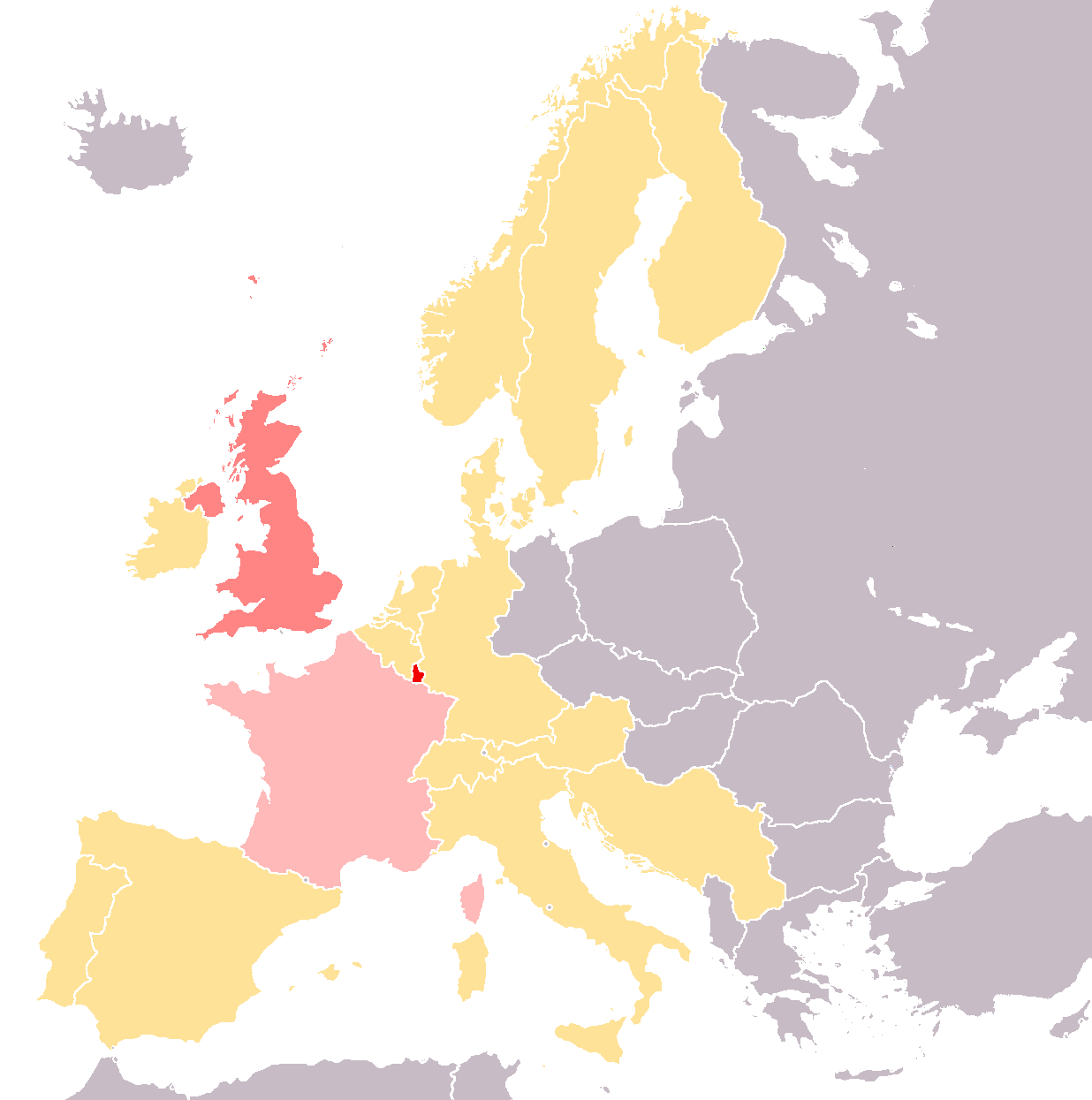
Країни - учасники конкурсу. Країни, що здобули:
1-е місце
2-е місце
3-є місце на пісенному конкурсі Євробачення

Пісенний конкурс Євробачення 1965 став 10-м конкурсом пісні Євробачення. Він пройшов 20 березня 1965 року в Неаполі, Італія. 
Швеція повернулася, а Ірландія приєдналася до конкурсу, що збільшило кількість учасників до 18-ти. СРСР й інші Східно-Європейські країни транслювали конкурс, що відкрило нові обрії для шоу. Перемогла французька зірка Франс Галль, що у конкурсі представляла Люксембург і виконала пісню «Poupee de cire, Poupee de son».
France Gall - "Poupee de cire, poupee de son"ⓘ — пісня переможц

## Результати
| # п/п | Країна          | Виконавець         | Пісня                               | Очок | Місце |
| ----- | --------------- | ------------------ | ----------------------------------- | ---- | ----- |
| 15    | Люксембург      | Франс Галль        | Poupée de cire, poupée de son       | 32   | 1     |
| 2     | Велика Британія | Kathy Kirby        | I belong                            | 26   | 2     |
| 11    | Франція         | Guy Mardel         | N’avoue jamais                      | 22   | 3     |
| 6     | Австрія         | Удо Юргенс         | Sag ihr, ich lass' sie grüßen       | 16   | 4     |
| 13    | Італія          | Bobby Solo         | Se piangi, se ridi                  | 15   | 5     |
| 4     | Ірландія        | Butch Moore        | I’m walking the streets in the rain | 11   | 6     |
| 14    | Данія           | Биргит Брюль       | For din skyld                       | 10   | 7     |
| 18    | Швейцарія       | Йованна            | Non à jamais sans toi               | 8    | 8     |
| 9     | Монако          | Marjorie Noël      | Va dire à l’amour                   | 7    | 9     |
| 10    | Швеція          | Ingvar Wixell      | Absent friend                       | 6    | 10    |
| 1     | Нідерланди      | Conny Van den bos  | Het is genoeg                       | 5    | 11    |
| 17    | Югославія       | Vice Vukov         | Ceznja                              | 2    | 12    |
| 7     | Норвегія        | Кірсті Спарбое     | Karusell                            | 1    | 13    |
| 12    | Португалія      | Симона де Оливейра | Sol de inverno                      | 1    | 13    |
| 3     | Іспанія         | Conchita Bautista  | Qué bueno, qué bueno                | 0    | 15    |
| 16    | Фінляндія       | Віктор Клименко    | Aurinko laskee länteen              | 0    | 15    |
| 5     | ФРН             | Ulla Wiesner       | Paradies, wo bist du?               | 0    | 15    |
| 8     | Бельгія         | Lize Marke         | Als het weer lente is               | 0    | 15    |